# Округла
Округла (серб. Округла / Okrugla) — село в общине Вишеград Республики Сербской Боснии и Герцеговины. Население составляет 42 человека по переписи 2013 года.